# Thomas Telford

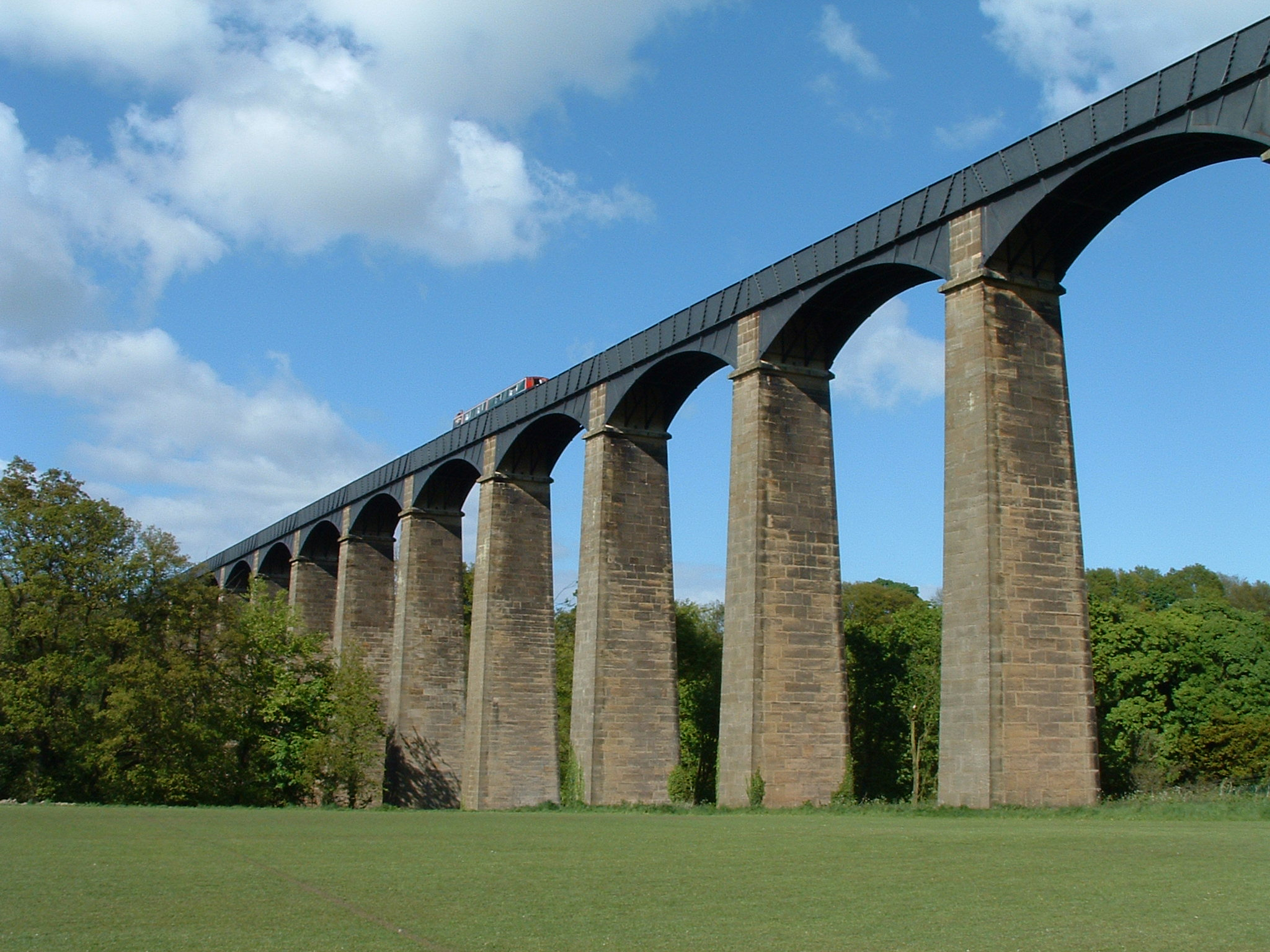
Akwedukt i kanał Pontcysyllte, zbudowane przez Telforda, obecnie znajdujące się na Liście światowego dziedzictwa UNESCO

Thomas Telford (ur. 9 sierpnia 1757 w Glendinning, Westerkirk, Eskdale, zm. 2 września 1834 w Londynie) – brytyjski inżynier i architekt. Projektował oraz budował kanały, mosty i porty. Był członkiem Royal Society w Londynie.
Do najważniejszych konstrukcji Telforda należą Kanał Kaledoński (1801-1822), Akwedukt i kanał Pontcysyllte, Menai Suspension Bridge oraz most w Edynburgu (1832).
Zaprojektował drogę kołową Warszawa-Brześć.